# Maczeta zabija
Maczeta zabija (Machete Kills) – amerykański film fabularny w reżyserii Roberta Rodrigueza, stworzony na podstawie fikcyjnego trailera z dylogii „Grindhouse”; kontynuuje wątki powstałego w 2010 roku filmu „Maczeta”.

## Fabuła
Meksykanin, Maczeta Cortez (Danny Trejo), zostaje zwerbowany przez prezydenta USA, który powierza mu misję odnalezienia i powstrzymania Luthera Voza – handlarza bronią, szykującego ekspansję w kosmos.

## Obsada
- Danny Trejo – Machete Cortez
- Michelle Rodriguez – Luz
- Mel Gibson – Luther Voz
- Amber Heard – Blanca Vasquez / Miss San Antonio
- Demian Bichir – Marcos Mendez
- Charlie Sheen – Prezydent Stanów Zjednoczonych (w napisach jako Carlos Estevez)
- Sofía Vergara – Madame Desdemona
- Walton Goggins – El Cameleón 1 (w napisach jako Walt Goggins)
- Cuba Gooding Jr. – El Cameleón 2
- Lady Gaga – El Chameleón 3 (w napisach postać przedstawiona jako La Chameleón)
- Antonio Banderas – El Cameleón 4
- Marko Zaror – Zaror
- Alexa Vega – KillJoy
- Vanessa Hudgens – Cereza
- Tom Savini – Osiris Amanpour
- William Sadler – Szeryf Doakes
- Electra Avellan – Mona
- Elise Avellan – Lisa
- Trevante Rhodes – młody miliarder
- Jessica Alba – Sartana Rivera (niewymieniona w napisach)
- Elon Musk – jako on sam[1]